# Palacio Carminali Bottigella
El Palacio Carminali Bottigella es un palacio noble construido por la antigua familia Beccaria de Pavía. La estructura original de la era Sforza se construyó entre 1490 y 1499. La fachada, que conserva las decoraciones originales de terracota, es uno de los principales ejemplos de la construcción civil renacentista en Pavía.

## Historia
Los primeros propietarios del edificio fueron los Beccaria, que al menos desde 1348 poseían una buena cantidad de bienes inmuebles en el distrito de Porta Marenga.
En 1695 el edificio fue adquirido por Giovanni y Flavio Carminali, una familia de nobles comerciantes de Bérgamo, presentes en la ciudad desde la segunda mitad del siglo XVI. Los Carminal mudaron aquí su hogar desde su residencia anterior en Piazza Vittoria, cerca de la Iglesia de Santa Maria Gualtieri. Los nuevos propietarios impulsaron importantes obras de ampliación de la casa. La gran escalera barroca de dos tramos, adosada al lado este del edificio, lleva grabada la fecha de 1696 en el pilar central de la balaustrada, adornada con 18 escudos. En 1763 el palacio pasó, por testamento de Pier Francesco Carminati, a sus primos Ottavio y Francesco Malaspina Giorgi di Sannazzaro y, en 1784, fue vendido a monseñor Antonio Picchiotti, vicario del obispo, quien a su vez se lo dejó a su sobrino. Baldassarre Bottigella. En 1866 la residencia pasó a manos de los Vicos y, tras convertirse en sede de la Casa del Fascio, en 1946 pasó a manos de la Asociación Provincial de Comerciantes.

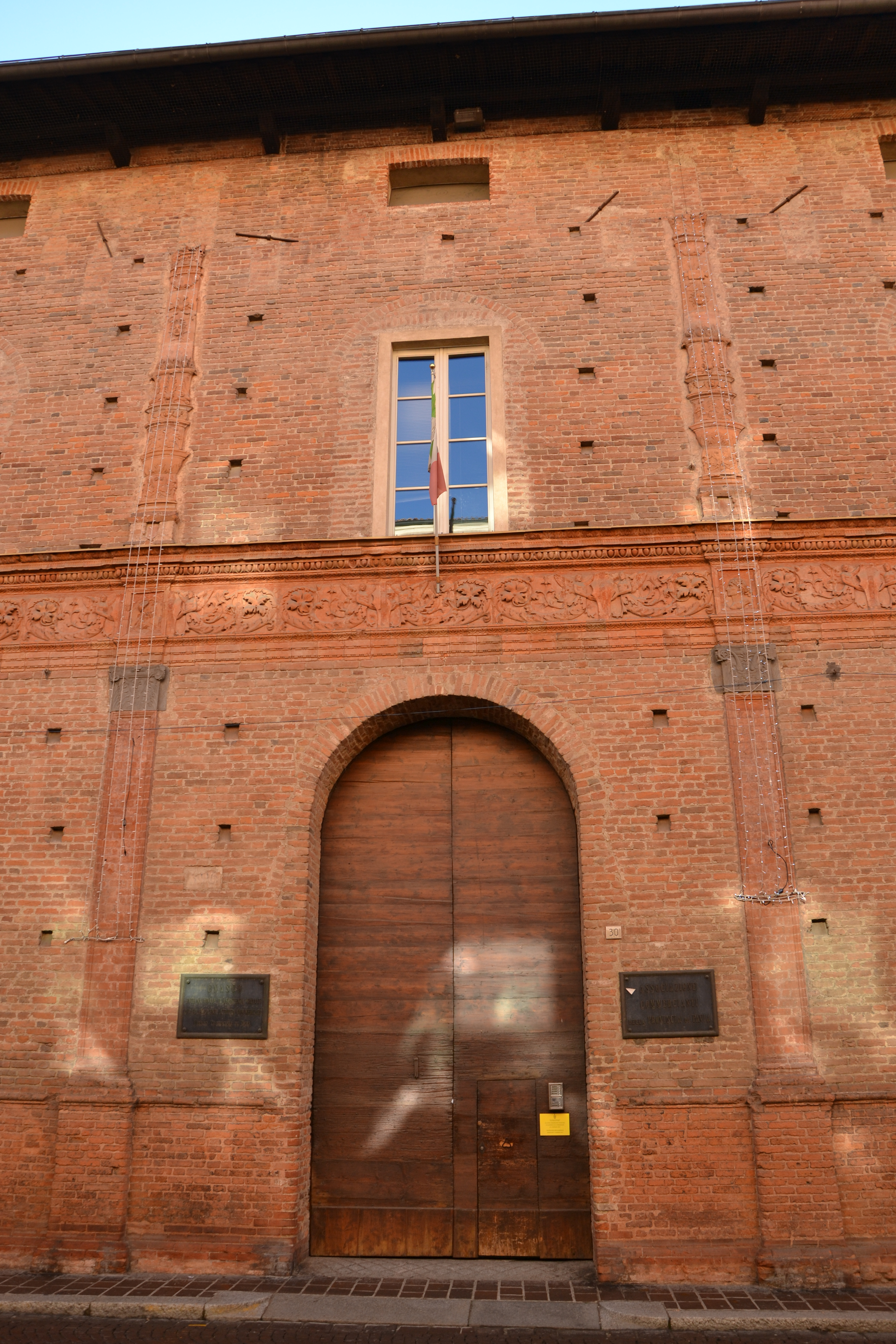
El portal del palacio.
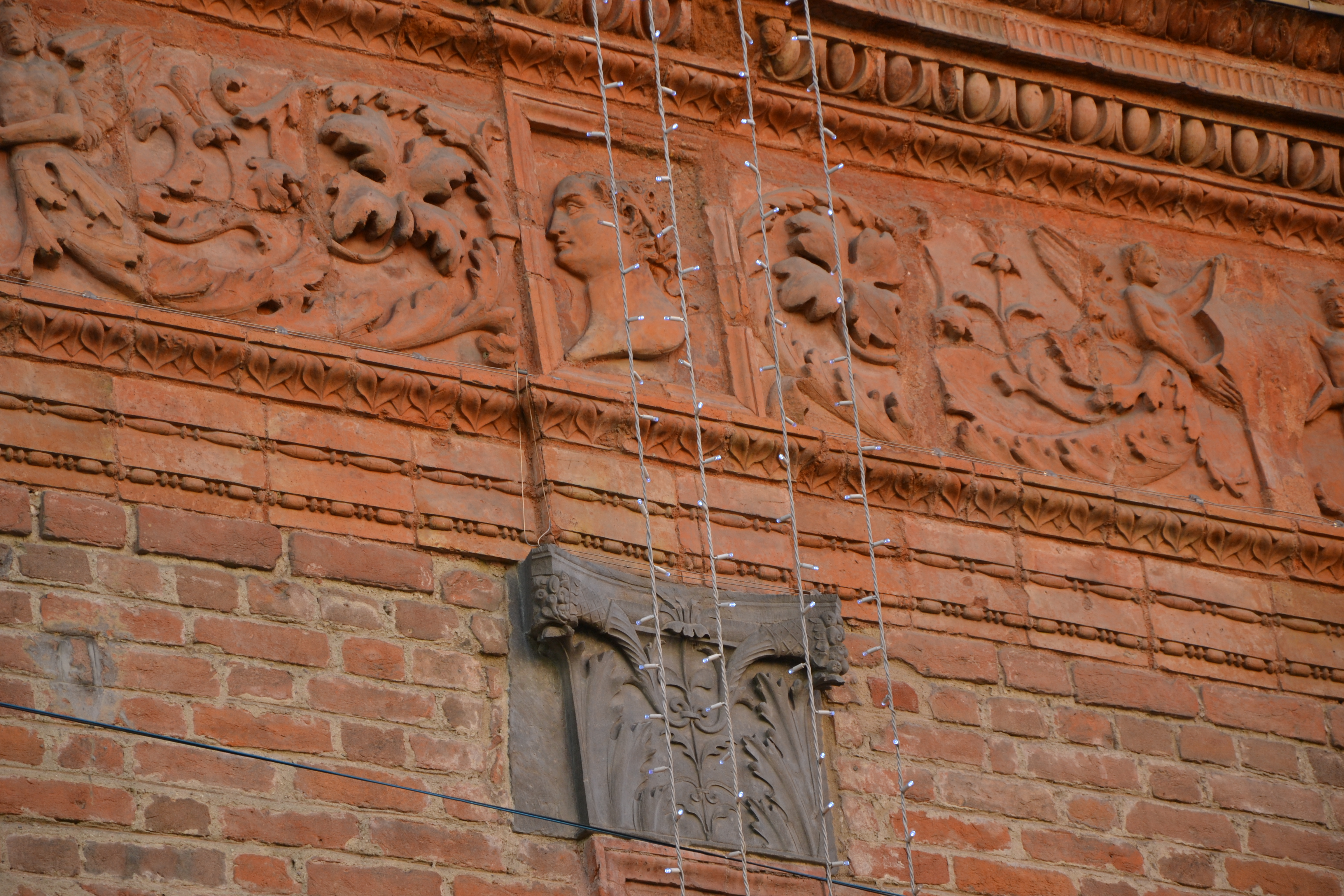
Decoraciones de fachada: detalle.
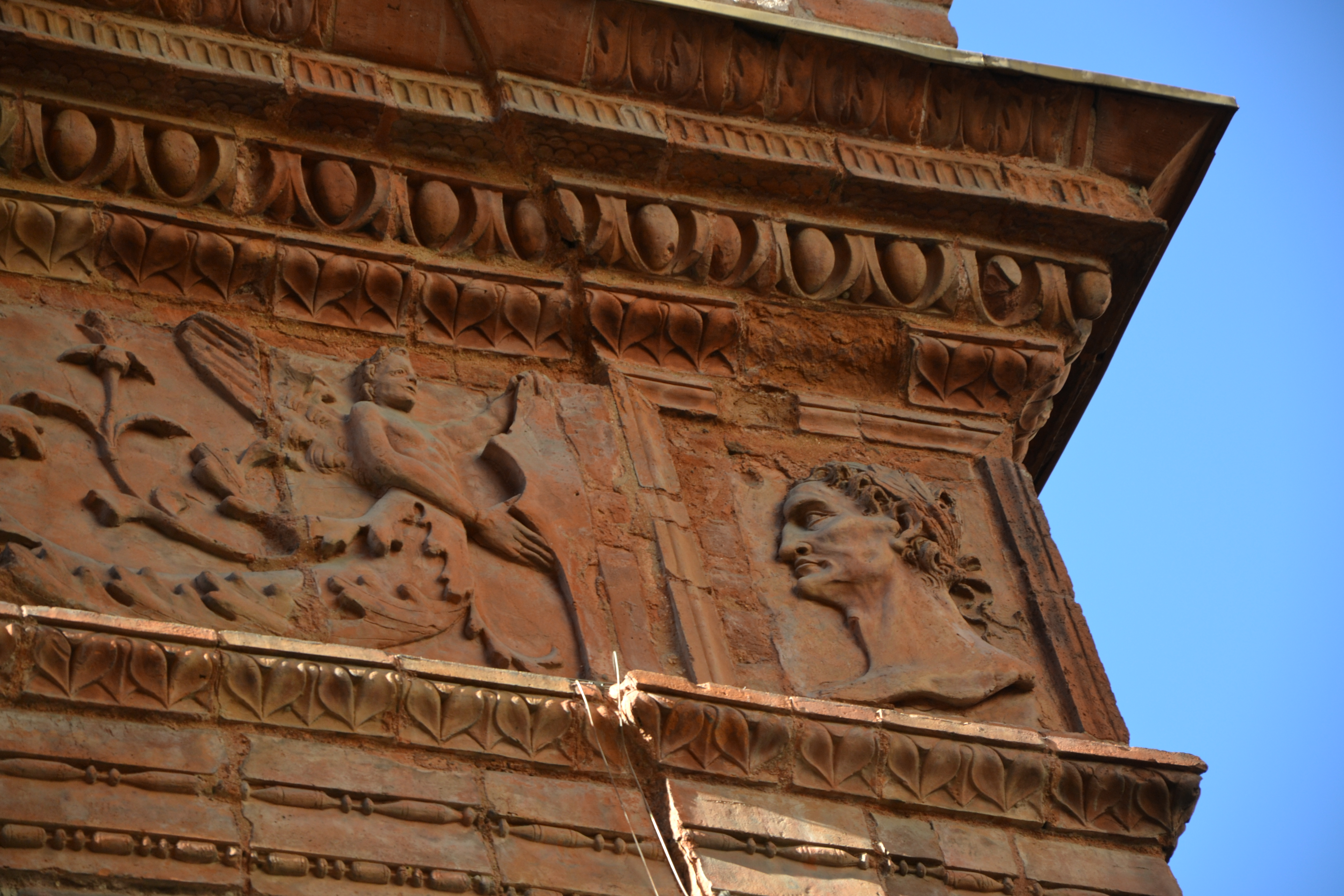
Decoraciones de fachada: detalle.
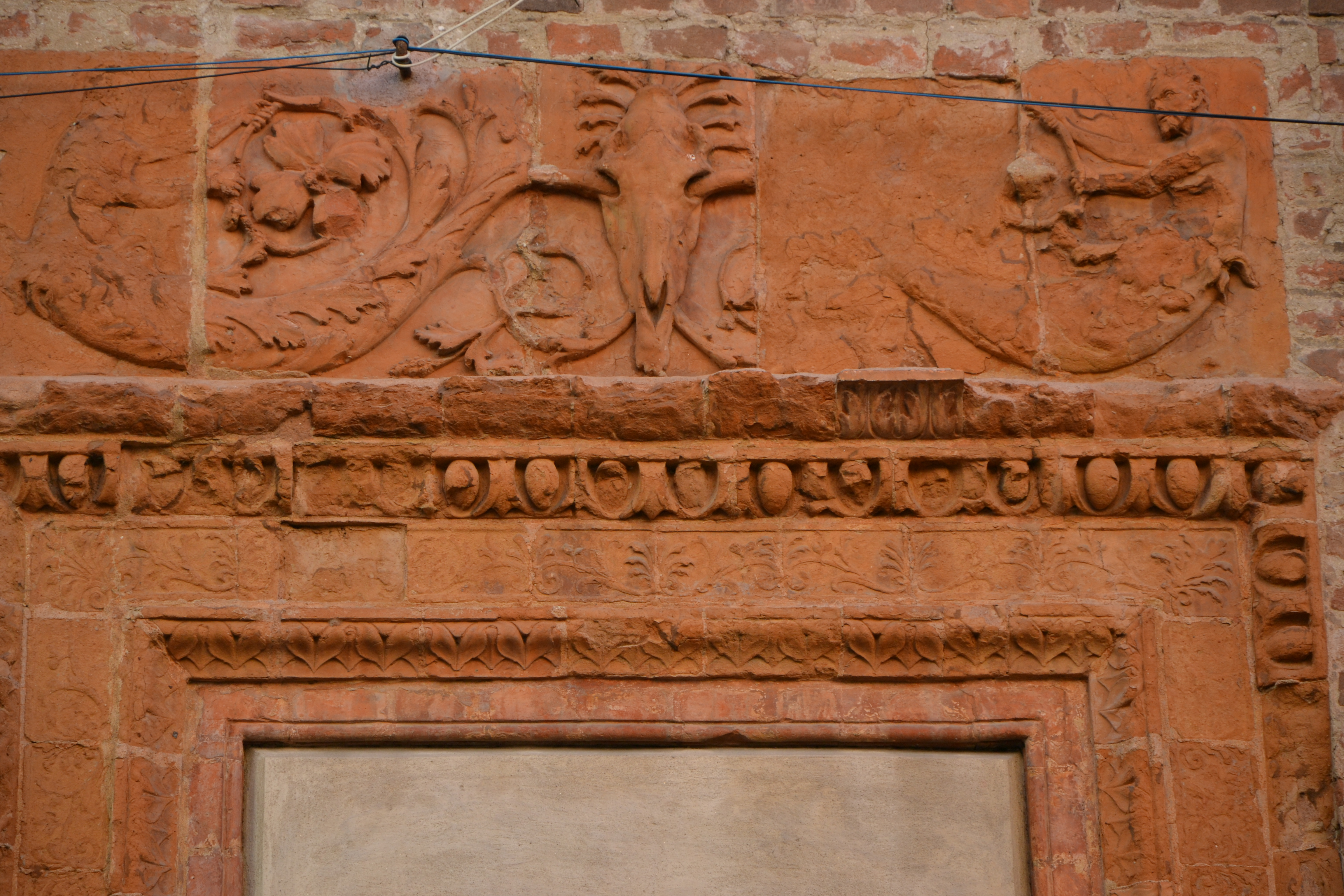
La decoración de las ventanas.
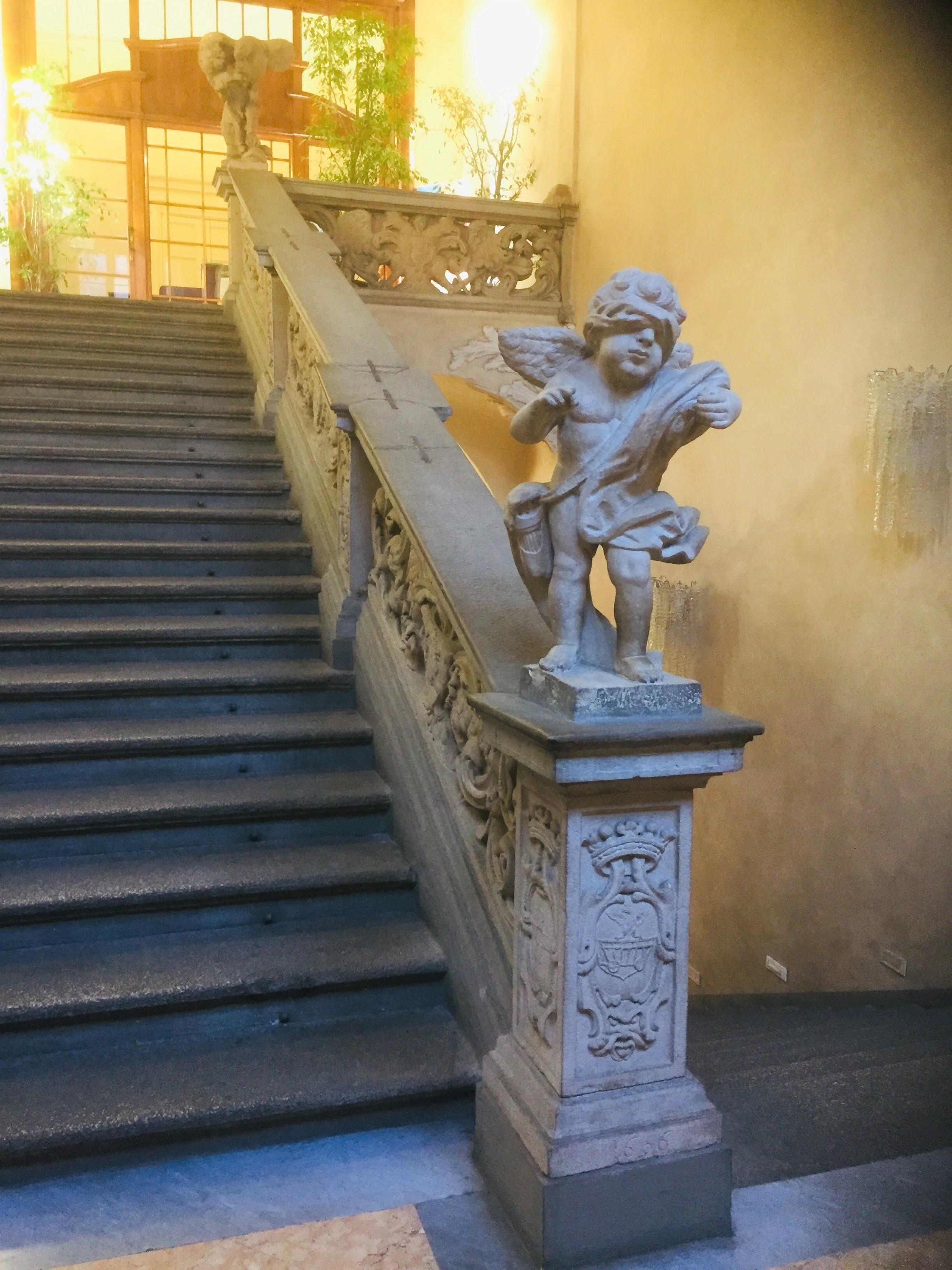
La escalera barroca (1696).

## Arquitectura
En cuanto a su construcción, se han hipotetizado atribuciones a Bramante y Giovanni Antonio Amadeo. Algunas actas notariales redactadas entre 1491 y 1496 atestiguan que en esos años Andrea Beccaria y sus hermanos pagaron a unos canteros milaneses, Alessandro Bossi y Domenico Solari, entonces comprometidos en la reconstrucción de la domus magna de la familia, y por lo tanto probable que el actual palacio lo reemplazó. una anterior casa señorial de la familia (de la que se conserva la torre, adosada a la parte occidental de la fachada, ahora recortada y rebajada a la misma altura que el edificio). Sin embargo, los trabajos para la construcción del edificio fueron dirigidos por el ingeniero ducal Martino Fugazza. La fachada que da a Corso Cavour es completamente de ladrillo y no se completó, sin embargo, lo que existe es suficientemente indicativo de las intenciones del diseñador. La superficie, ampliada en dos plantas sobre rasante más una bajo alero, que quedó íntegramente en ladrillo visto, está dividida en dos partes por la gran hilera de hilos de terracota, decorada con motivos vegetales con escudos entremezclados y perfiles de personajes marcados por una gusto típicamente renacentista. Este curso de cuerdas está sostenido idealmente por pilastras de terracota con capiteles de mármol en la planta baja. Y a su vez alberga otras tantas candelabros-columnas, siempre en terracota. Cada uno de los fondos así obtenidos (que quizás en un principio deberían haber sido enlucidos) estaba destinado a albergar una ventana, rodeada por un marco, rematada por una decoración con faunos y bucrania, también en terracota. Sin embargo, solo se terminaron los dos del extremo izquierdo de la planta baja, mientras que en el primer piso tanto el tamaño como la forma arqueada que se puede leer en los trazos de las aberturas originales sugieren la intención de colocar ventanas ajimezadas. Este grupo puede recordar en parte a otros pertenecientes a palacios del valle del Po pero no de Pavía: sobre todo el Palacio Mozzanica de Lodi y el Palacio Landi de Plasencia, ambos con una franja horizontal similar que divide la zona inferior de la superior, pero tienen ni pilastras ni candelabros-columnas. Los interiores fueron ampliamente remodelados entre los siglos XVII y XVIII y conservan estucos y frescos barrocos, mientras que en medio de la gran escalera se conservan las losas funerarias del siglo XV de los miembros de la familia Bottigella de la iglesia de San Tommaso.